# Votkinsk

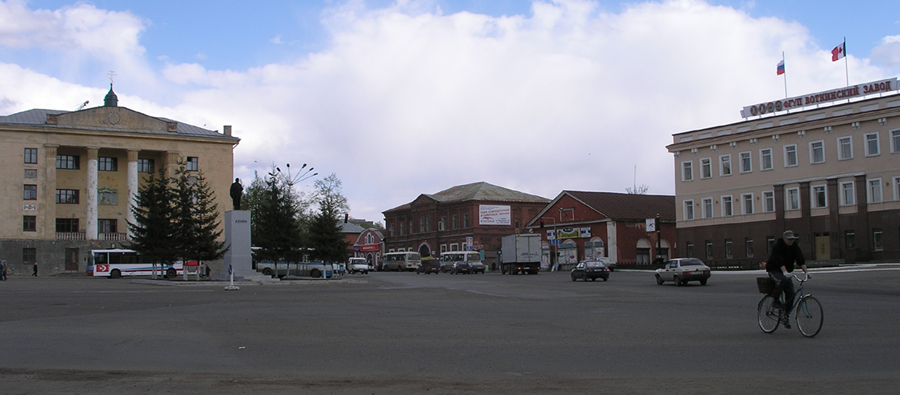
Centrala Votkinsk.

Votkinsk (ryska Воткинск) är den tredje största staden i Udmurtien i Ryssland. Folkmängden uppgick till 98 222 invånare i början av 2015. Ett par kända personer med Votkinsk som födelseort är tonsättaren Pjotr Tjajkovskij samt Rudolf Povarnitsyn, världens första höjdhoppare över 2,40 m (1985) samt bronsmedaljör i OS 1988.